# 15 мая
15 мая — 135-й день года (136-й в високосные годы) по григорианскому календарю.
До конца года остаётся 230 дней.
До 15 октября 1582 года — 15 мая по юлианскому календарю, с 15 октября 1582 года — 15 мая по григорианскому календарю.
В XX и XXI веках соответствует 2 мая по юлианскому календарю.

## Праздники и памятные дни

### Международные
- ООН — Международный день семей.

### Национальные
См. также: Категория:Праздники 15 мая
- Армения — День семьи[2][3].
- Иран — День персидского языка.
- Республика Корея — День учителя.
- Государство Палестина — День Накба — день памяти о палестинских беженцах.
- Парагвай — День независимости.

### Религиозные
Католицизм
 — Память христианской мученицы Софии Римской;
 — память святого Исидора, покровителя Мадрида.
 Православие
- Память святителя Афанасия Великого, архиепископа Александрийского (373);
- перенесение мощей благоверных князей Бориса и Глеба, во Святом Крещении Романа и Давида (1072 и 1115).
- память святителя Афанасия, патриарха Цареградского, Лубенского чудотворца (1654);
- память мученика Еспера, мученицы Зои и чад их, мучеников Кириака и Феодула (II)[7];
- благоверного и равноапостольного царя Бориса (во Святом Крещении Михаила) (907), принявшего Крещение со своим народом в IX веке (Болгарская православная церковь);
- празднование в честь Путивльской иконы Божией Матери (1635);
- празднование в честь Вутиванской иконы Божией Матери.
- память мученика Дмитрия Ивановича Угличского (ум. 1591)[8].

### Именины
- Католические: Иоланта[источник не указан 2300 дней], Эрик — день Святого Эрика[9].
- Православные: Афанасий, Борис, Глеб, Зоя, Михаил, Роман, Давид.

## События
См. также: Категория:События 15 мая

### До XVIII века
- 221 — Лю Бэй объявил себя императором Шу[10].
- 392 — Валентиниан II погиб при невыясненных обстоятельствах.
- 1157 — на пиру у киевского боярина Петрилы отравлен князь Суздальский и Киевский Юрий Долгорукий.
- 1194 — Михаил Сириец заново освятил монастырь Мар Барсаума после пожара[11].
- 1252 — папа римский Иннокентий IV огласил буллу «Ad extirpanda», разрешающую инквизиции пытать подозреваемых в ереси.
- 1525 — восставшие крестьяне, ведомые Томасом Мюнцером, разбиты в битве при Франкенхаузене, что положило конец Крестьянской войне в Священной Римской Империи.
- 1536 — Анна Болейн и её брат лорд Джордж Рочфорд обвинены супругом Анны, королём Генрихом VIII, в любовной связи. Оба будут казнены.
- 1567 — Мария Стюарт, королева Шотландии, выходит замуж за Джеймса Хепберна, 4-го графа Ботвелла. Свадьба послужила поводом к восстанию шотландской знати и стала для них обоих началом конца.
- 1618 — Иоганн Кеплер открыл свой третий закон движения планет[12].
- 1648 — подписан Вестфальский мир, завершивший Тридцатилетнюю войну.
- 1673 — Корнелиус и Роза Барль получают премию за выведенный ими чёрный тюльпан.

### XVIII век
- 1718 — английский юрист Джеймс Пакл[англ.] запатентовал один из первых пулемётов — ружьё Пакла.
- 1730 — Чарльз Таунсенд подал в отставку, первый министр Роберт Уолпол получил практически полный контроль над британским правительством[13][14].
- 1756 — Англия объявила войну Франции, положив начало Семилетней войне.
- 1768 — Франция купила Корсику у Генуи.
- 1800 — король Георг III пережил покушение стрелявшего в него Джеймса Хадфилда[англ.], позднее признанного невменяемым.

### XIX век
- 1811 — Провозглашение независимости Парагвая от Испании.
- 1813 — в ходе Чилийской войны за независимость произошла Битва при Сан-Карлосе[исп.].
- 1851 — Проведена первая железная дорога, соединяющая Нью-Йорк и Великие озёра.
- 1855 — в Париже открылась Всемирная выставка, где среди прочего показаны первые газонокосилки, стиральная машина Мура, первая непромышленная швейная машина Зингер и безопасные спички[15][16].
- 1860 — Битва при Калатафими между неаполитанцами под командованием генерала Ланди и войском Джузеппе Гарибальди.
- 1867 — В России императором Александром II утверждён устав Общества попечения о раненых и больных воинах; с 1879 года — Российское общество Красного Креста.
- 1883 — В России принят закон о раскольниках-старообрядцах.
- 1891
  - Папа римский Лев XIII издал энциклику, обязывающую работодателей заботиться о благосостоянии рабочих.
  - Основание компании Philips.

### XX век
- 1902 — Португалия объявляет себя банкротом.
- 1905 — в штате Невада в Соединённых Штатах Америки был основан город Лас-Вегас.
- 1906 — некорпоративное сообщество Апленд было включено в реестр штата Калифорния (США) в статусе города[17].
- 1910 — Свой первый матч провела сборная Италии по футболу.
- 1911 — Верховный суд США признал нефтяную компанию «Стандард ойл» монополистом и вынес постановление разделить её на пять корпораций.
- 1918
  - В Москве открывается первая народная музыкальная школа.
  - Начала работать первая авиапочта — между столицей Соединённых Штатов Вашингтоном, городами Филадельфией и Нью-Йорком.
  - Окончание гражданской войны в Финляндии.
- 1921 — Конгресс штата Нью-Йорк дал право местным властям вводить цензуру на танцы и танцевальные костюмы.
- 1922
  - Германия уступила Верхнюю Силезию Польше.
  - Марина Цветаева с дочерью прибыли в Берлин.
  - Вышел первый номер журнала «Физкультура и спорт».
- 1928 — в мультфильме «Plane Crazy» впервые появился мультипликационный герой Микки Маус, но вначале он ещё не имел голоса и мало походил на себя будущего.
- 1929
  - Основана Газодинамическая лаборатория — Опытно-конструкторское бюро (НПО «Энергомаш» им. В. П. Глушко).
  - Пожар в Кливлендской клинике, 125 погибших.
- 1930
  - Валериан Куйбышев и Генрих Ягода подписали «Циркуляр Высшего Совета Народного Хозяйства и Объединённого государственного политического управления» об «использовании на производствах специалистов, осуждённых за вредительство». Циркуляр положил начало так называемым «шарашкам», что формулировалось несколько витиевато: «Использование вредителей следует организовать таким образом, чтобы работа их проходила в помещениях органов ОГПУ».
  - Американка Эллен Черч стала первой в мире стюардессой.
- 1932 — Попытка государственного переворота в Японии, предпринятая группой экстремистов — молодыми офицерами армии и флота, группой боевиков из Айкёдзюку (Школы любви к родной земле), Дзиммукай (Общества императора Дзимму) и Кэцумэйдан (Лиги кровавого братства), недовольными ратификацией Лондонского договора 1930 г. об ограничении морских вооружений. Убит премьер-министр Японии Цуёси Инукаи.
- 1934
  - Вышло Постановление ЦК ВКП(б) и СНК СССР «О преподавании отечественной истории в школах СССР» (вновь открылась русская история).
  - Переворот в Латвии, организованный премьер-министром Карлисом Улманисом и военным министром Янисом Балодисом.
- 1935 — открылась первая в СССР линия Московского метрополитена — от станции «Сокольники» до станции «Парк культуры».
- 1939
  - На даче в Переделкино сотрудниками НКВД арестован писатель Исаак Бабель.
  - В СССР состоялся первый полёт шестимоторного пассажирского самолёта АНТ-20 бис.
- 1940 — В США в продаже появились нейлоновые чулки.
- 1941
  - Первый полёт первого английского реактивного самолёта Gloster E.28/39[англ.]. Великобритания стала третьей, после Германии и Италии, страной, запустившей свой реактивный самолёт.
  - Немецкий самолёт «Junkers 52» вторгся в советское воздушное пространство и, незамеченным, приземлился на центральном аэродроме в Москве возле стадиона «Динамо».
- 1942 — на аэродроме Кольцово (Свердловская область, СССР) состоялся первый испытательный полёт советского ракетного самолёта БИ-1. Самолёт пилотировал лётчик Григорий Яковлевич Бахчиванджи.
- 1943
  - Вторая мировая война: началась битва на Сутьеске — самое большое и кровавое партизанское сражение Второй мировой войны в Европе.
  - Официально распущен Коминтерн (Третий Интернационал).
- 1945 — Вторая мировая война: Полянская битва
- 1946 — президент США Трумэн подписал кредит на $3,75 миллиарда для Британии.
- 1948
  - Первое выступление женского хореографического ансамбля «Берёзка» под руководством Надеждиной.
  - СССР заявил о признании государства Израиль.
  - Пять арабских государств (Сирия, Египет, Ливан, Ирак и Трансиордания) напали на Израиль на следующий день после провозглашения его независимости, начав тем самым второй этап Арабо-израильской войны (1947—1949).

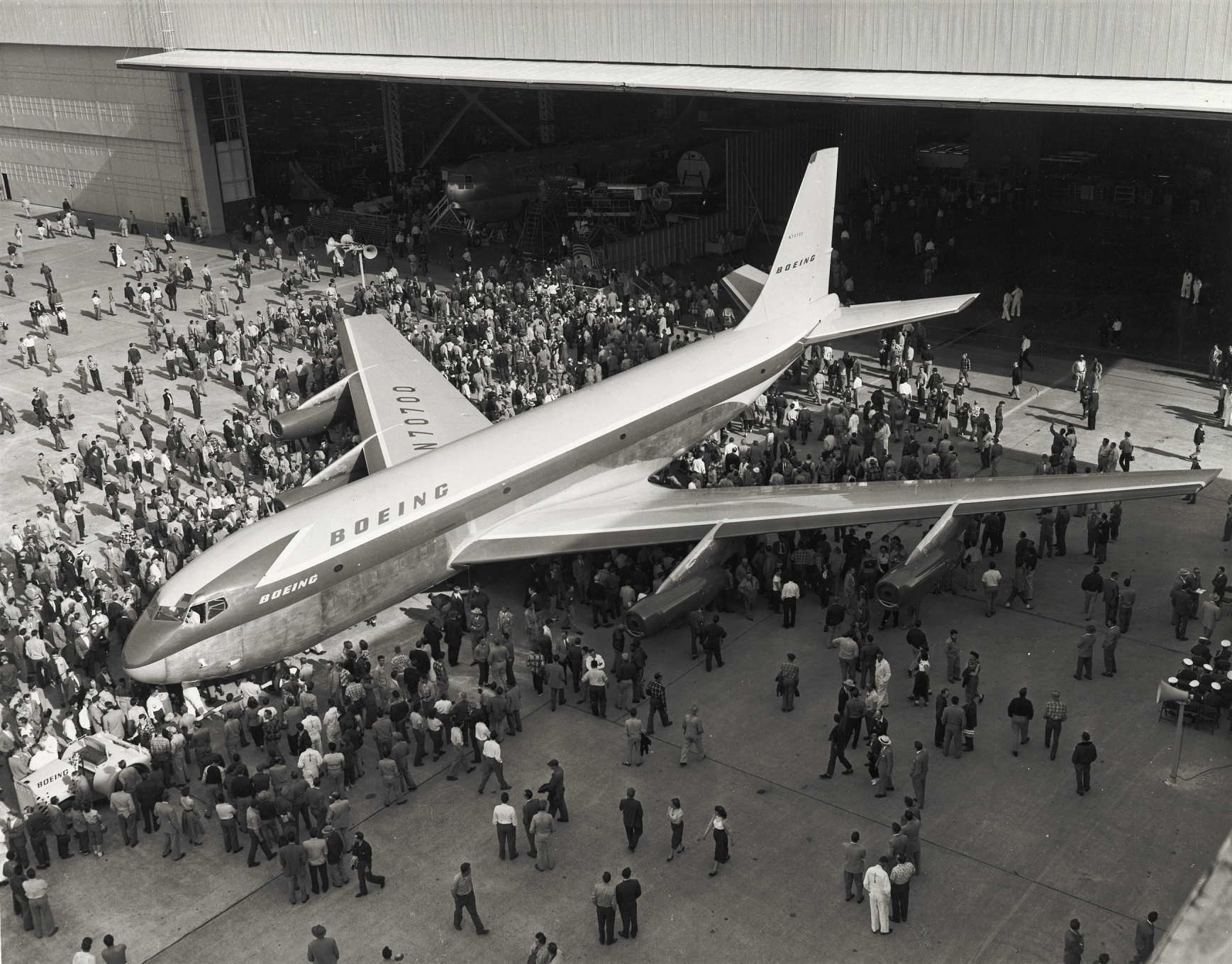
Boeing 367-80

- 1954 — самолёт-прототип «367-80» фирмы «Boeing» вышел из ворот завода в Рентоне (штат Вашингтон). 15 июля начались его лётные испытания. Для отличия от предыдущих авиалайнеров, номерной ряд которых начинался с 3XX, новый самолёт получил обозначение 707, символизируя тем самым переход к новым скоростям.
- 1955
  - Подписание СССР, США, Англией, Францией и Австрией Государственного договора о восстановлении независимой и демократической Австрии.
  - Французы Жан Кузи и Лионель Террай совершили первовосхождение на Макалу.
- 1968 — на американский город Чарльз-Сити обрушился самый сильный в истории штата Айова торнадо[англ.][18].
- 1969 — в Канаде смягчены наказания за аборты, запрещённые законом.
- 1970
  - Международный олимпийский комитет исключил ЮАР из соревнований за проводимую там политику апартеида.
  - Катастрофа Ан-10 в Кишинёве, погибли 11 человек.
  - Анна Мэй Хейз и Элизабет Хойзингтон стали первыми в истории женщинами-генералами в армии США.
- 1972 — острова Рюкю перешли под управление Японии.
- 1973 — В США в продаже появился первый номер журнала «Playgirl» (тираж 600000)[источник не указан 3366 дней].
- 1975
  - Группа Pink Floyd дала гала-представление в парке Кристал Пэлэс с фейерверком и 15-метровым надувным осьминогом.
  - США провели военную операцию по освобождению захваченного «красными кхмерами» у берегов Камбоджи торгового судна «Маягуэс».
- 1976 — Катастрофа Ан-24 под Черниговом, погибли 52 человека.
- 1988 — начало вывода ОК советских войск из Афганистана.
- 1989 — в Москве создана Всемирная ассоциация организаций, эксплуатирующих атомные электростанции (англ. WANO).
- 1991 — Эдит Крессон стала первой в истории женщиной, возглавившей правительство Франции.
- 1992
  - На основании подписанного в Ташкенте договора (ДКБ) создана Организация Договора о коллективной безопасности.
  - Государственный переворот в Азербайджане, свержение Аяза Муталибова политической оппозицией.
- 1996 — в Петербурге на Левашовской пустоши открылся мемориал-памятник жертвам сталинских репрессий.
- 1998 — в Бирмингеме открыта встреча большой семёрки, на которой впервые на правах официального члена присутствовала Россия (в формате «7+1»).
- 1999 — в российской Госдуме состоялось голосование по вопросу об импичменте президенту Борису Ельцину. Ни по одному из пунктов депутаты не набрали нужного количества голосов.

### XXI век
- 2001 — «Инцидент с CSX 8888»: в штате Огайо никем не управляемый поезд, среди грузов которого были и опасные химикаты, за без малого 2 часа проследовал 66 миль (106 км) со средней скоростью 47 миль/ч (76 км/ч). В 2010 году был экранизирован в фильме «Неуправляемый».
- 2004
  - 30-летняя украинская певица Руслана одержала победу на конкурсе «Евровидение-2004».
  - лондонский «Арсенал» завершил сезон Английской премьер-лиги, не проиграв ни одного матча (26 побед и 12 ничьих).
- 2009 — президент Таджикистана Эмомали Рахмон запретил чиновникам появляться на одних с ним портретах[19].
- 2010 — 16-летняя австралийка Джессика Уотсон стала самой юной яхтсменкой, совершившей одиночное кругосветное плавание.
- 2024 — покушение на премьер-министра Словакии Роберта Фицо.

## Родились
См. также: Категория:Родившиеся 15 мая

### До XIX века
- 1625 — Карло Маратта (ум. 1713), итальянский художник и архитектор эпохи барокко.
- 1628 — Карло Чиньяни (ум. 1719), итальянский живописец, представитель болонского академизма.
- 1773 — Клеменс фон Меттерних (ум. 1859), австрийский дипломат, министр иностранных дел (1809—1848), князь.
- 1798 — Иван Пущин (ум. 1859), русский поэт, мемуарист, декабрист, лицейский друг А. С. Пушкина.

### XIX век
- 1834 — Валерий Якоби (ум. 1902), российский живописец, академик, один из учредителей Товарищества передвижников, старший брат революционера и врача-психиатра Павла Якоби.
- 1838 — Николае Григореску (ум. 1907), крупнейший румынский художник.
- 1845
  - Илья Мечников (ум. 1916), русский и французский биолог и иммунолог, основатель научной геронтологии, нобелевский лауреат (1908).
  - Иван Черский (наст. имя Ян Черский; ум. 1892), белорусский палеонтолог и географ, исследователь Сибири.
- 1848
  - Виктор Васнецов (ум. 1926), русский художник, мастер живописи на исторические и фольклорные сюжеты («Три богатыря», «Алёнушка», «Царь Иван Грозный» и др.).
  - Карл Вернике (ум. 1905), немецкий невролог, автор психоморфологического направления в психотерапии.
- 1856 — Лаймен Фрэнк Баум (ум. 1919), американский писатель, «создатель» волшебной страны Оз.
- 1859
  - Пьер Кюри (ум. 1906), французский физик, лауреат Нобелевской премии (1903).
  - Панас Саксаганский (ум. 1940), украинский актёр и режиссёр театра, драматург, педагог, народный артист СССР.
- 1862 — Артур Шницлер (ум. 1931), австрийский писатель-прозаик и драматург.
- 1873
  - Павел Скоропадский (ум. 1945), украинский военный и политический деятель, гетман Украины (в 1918).
  - Николай Черепнин (ум. 1945), русский композитор, дирижёр и педагог.
- 1874 — Владимир Фёдоров (ум. 1966), советский конструктор оружия.
- 1877 — Иван Рукавишников (ум. 1930), русский писатель-прозаик, поэт-символист Серебряного века, переводчик.
- 1880 — Ян Штурса (ум. 1925), чешский скульптор.
- 1890 — Кэтрин Энн Портер (ум. 1980), американская журналистка, писательница, общественный деятель.
- 1891
  - Михаил Булгаков (ум. 1940), русский советский прозаик, драматург («Белая гвардия», «Мастер и Маргарита» и др.), сценарист, театральный режиссёр.
  - Константин Гамсахурдия (ум. 1975), грузинский писатель-классик, академик АН Грузинской ССР, отец бывшего президента Грузии Звиада Гамсахурдии.
- 1898 — Арлетти (наст. имя Арлетт Леони Батиат; ум. 1992), французская актриса театра и кино, певица, модель.
- 1900 — Николай Охлопков (ум. 1967), режиссёр и актёр театра и кино, педагог, народный артист СССР.

### XX век
- 1905
  - Абрахам Запрудер (ум. 1970), американский бизнесмен, заснявший на киноплёнку убийство президента Дж. Кеннеди.
  - Джозеф Коттен (ум. 1994), американский актёр театра и кино.
- 1906 — Ирина Мурзаева (ум. 1988), советская актриса театра и кино.
- 1909 — Джеймс Мейсон (ум. 1984), английский актёр театра, кино и телевидения, сценарист и продюсер, обладатель премии «Золотой глобус».
- 1910 — Раззак Хамраев (ум. 1981), узбекский актёр театра и кино, театральный режиссёр, педагог, народный артист СССР.
- 1911 — Макс Фриш (ум. 1991), швейцарский писатель и драматург.
- 1914 — Тенцинг Норгэй (ум. 1986), шерпский альпинист, в 1953 г. вместе с новозеландцем Эдмундом Хиллари впервые в мире покоривший высочайшую вершину мира Эверест.
- 1915
  - Леонид Агранович (ум. 2011), советский драматург, сценарист и кинорежиссёр.
  - Марио Моничелли (ум. 2010), итальянский комедиограф и кинорежиссёр.
- 1916 — Нина Тарас (ум. 2006), белорусская писательница, поэтесса.
- 1923 — Ричард Аведон (ум. 2004), американский фотограф, мастер документальной и модельной фотографии.
- 1925
  - Игорь Гостев (ум. 1994), кинорежиссёр, сценарист, народный артист РСФСР.
  - Людмила Касаткина (ум. 2012), актриса театра и кино («Укротительница тигров», «Большая перемена», «Принцесса цирка» и др.), народная артистка СССР.
  - Владимир Фёдоров (ум. 1998), русский советский писатель, поэт и драматург, участник войны.
  - Андрей Эшпай (ум. 2015), композитор, пианист, педагог, общественный деятель, народный артист СССР.
- 1926
  - Владимир Трошин (ум. 2008), певец, актёр театра и кино, народный артист РСФСР.
  - Питер Шеффер (ум. 2016), английский драматург и сценарист, обладатель «Золотого глобуса» и «Оскара».
- 1930 — Джаспер Джонс, американский современный художник, представитель поп-арта.
- 1931 — Александр Дулов (ум. 2007), советский и российский химик, доктор химических наук и бард, композитор, автор песен.
- 1932
  - Аркадий Вольский (ум. 2006), советский и российский государственный и общественный деятель.
  - Джон Глен, английский кинорежиссёр и монтажёр, автор пяти фильмов о Джеймсе Бонде.
- 1933 — Дзюдзо Итами (погиб в 1997), японский кинорежиссёр, сценарист, актёр и эссеист.
- 1935 — Радна Сахалтуев, советский и украинский художник, книжный график, карикатурист, режиссёр-мультипликатор.
- 1937 — Мадлен Олбрайт (при рожд. Мария Яна Корбелова; ум. 2022), государственный секретарь США в 1997—2001 гг.
- 1938 — Мирей Дарк (ум. 2017), французская актриса кино и телевидения, сценарист, режиссёр и фотомодель.
- 1940
  - Дон Нельсон, американский баскетболист и тренер.
  - Светлана Светличная (ум. 2024), актриса кино, телевидения и озвучивания, заслуженная артистка РСФСР.
- 1948
  - Брайан Ино, английский музыкант, композитор, один из основателей группы «Roxy Music».
  - Татьяна Калинина, советская и российская поэтесса, автор текстов песен, переводчица.
- 1949
  - Ашот Казарян, армянский певец, актёр театра и кино, юморист.
  - Фрэнк Ли Калбертсон-мл, американский астронавт и лётчик-испытатель.
- 1951 — Евгения Сабельникова, советская киноактриса.
- 1953 — Майк Олдфилд, английский рок-музыкант, мультиинструменталист.
- 1956
  - Надежда Павлова, российская артистка балета, педагог, народная артистка СССР.
  - Мирек Тополанек, чешский политик и государственный деятель, экс-премьер-министр Чехии (2006—2009).
- 1960 — Римас Куртинайтис, советский и литовский баскетболист и тренер, олимпийский чемпион (1988).
- 1967 — Мадхури Дикшит, индийская актриса.
- 1970
  - Рональд де Бур, нидерландский футболист.
  - Франк де Бур, нидерландский футболист и тренер.
- 1977 — Лика Кремер, российская актриса театра и кино, телеведущая.
- 1986 — Лим Дон Хён, южнокорейский стрелок из лука, двукратный олимпийский чемпион, многократный чемпион мира.
- 1987 
  - Анаис Бескон,  французская биатлонистка.
  - сэр Энди Маррей, британский теннисист, двукратный олимпийский чемпион, экс-первая ракетка мира, победитель 3 турниров Большого шлема.
- 1989 — Сюннёве Сулемдал, норвежская биатлонистка, 6-кратная чемпионка мира в эстафетах.
- 1997 — Усман Дембеле, французский футболист, чемпион мира (2018).

### XXI век
- 2002 — Хала аль-Турк, бахрейнская певица.

## Скончались
См. также: Категория:Умершие 15 мая

### До XIX века
- 1157 — Юрий Долгорукий, князь суздальский и великий князь киевский, основатель Москвы.
- 1461 — Доменико Венециано (р. 1410), итальянский художник.
- 1481 — Евфросин Псковский (р. 1386), преподобный Русской церкви, основатель Спасо-Елеазаровского монастыря.
- 1634 — Хендрик Аверкамп (р. 1585), нидерландский художник, один из основателей национальной нидерландской школы живописи.
- 1682 — Юрий Долгоруков (р. 1602), князь, русский государственный деятель, воевода.
- 1682 — Григорий Ромодановский, князь, боярин, русский государственный и военный деятель.
- 1728 — Анна Петровна (р. 1708), цесаревна, вторая дочь Петра I и Екатерины I.
- 1734 — Себастьяно Риччи (р. 1659 год), итальянский художник.
- 1782 — Ричард Уилсон (р. 1714), британский художник-пейзажист.

### XIX век
- 1833 — Эдмунд Кин (р. 1787), английский актёр-трагик.
- 1863 — Зыгмунт Падлевский (р. 1836), польский революционер, один из руководителей восстания 1863 года.
- 1879 — Готфрид Земпер (р. 1803), немецкий архитектор, теоретик искусства.
- 1885 — Константин Кавелин (р. 1818), русский историк, правовед и социолог, публицист.
- 1886 — Эмили Дикинсон (р. 1830), американская поэтесса.

### XX век
- 1901 — Лудольф Христоф Эренфрид Крель (р. 1825), немецкий востоковед.
- 1904 — Этьен-Жюль Маре (р. 1830), французский физиолог и изобретатель, президент Французской академии наук.
- 1913 — Адольф Вармунд (р. 1827), австрийский и немецкий востоковед и педагог[20].
- 1916
  - Ирадион Евдошвили (р. 1873), грузинский поэт.
  - Лидия Зверева (р. 1890), первая русская женщина-пилот.
- 1924 — Эмануэль Райхер[нем.] (р. 1849), немецкий театральный актёр и режиссёр.
- 1935 — Казимир Малевич (р. 1878), российский и советский художник-авангардист.
- 1944 — Сергий (р. 1867), патриарх Московский и всея Руси (с 1943).
- 1955 — Владимир Уральский (р. 1887), советский киноактёр.
- 1967 — Эдвард Хоппер (р. 1882), американский художник.
- 1968 — Владимир Честноков (р. 1904), актёр театра и кино, театральный педагог, народный артист СССР.
- 1974
  - Фриц Бааде (р. 1893), немецкий экономист и политический деятель.
  - Борис Волчек (р. 1905), советский кинорежиссёр, сценарист и оператор.
- 1988 — Билл Стейнметз (р. 1899), американский конькобежец, участник Первой Зимней Олимпиады.
- 1990 — Порфирий Крылов (р. 1902), народный художник СССР, участник творческого коллектива «Кукрыниксы».
- 1998 — Юрий Мозжорин (р. 1920), учёный, один из организаторов и руководителей работ в области советской ракетно-космической науки.

### XXI век
- 2001 — Саша Верни (р. 1919), французский кинооператор.
- 2002 — Татьяна Окуневская (р. 1914), актриса театра и кино, заслуженная артистка РСФСР.
- 2005 — Наталья Гундарева (р. 1948), актриса театра и кино, народная артистка России.
- 2008 — Уиллис Юджин Лэмб (р. 1913), американский физик, лауреат Нобелевской премии (1955).
- 2011 — Самуэль Ванджиру (р. 1986), кенийский бегун, олимпийский чемпион (2008).
- 2012 — Карлос Фуэнтес (р. 1928), мексиканский писатель-романист и эссеист.
- 2015 — Рудольф Фрунтов (р. 1942), советский и российский кинорежиссёр, сценарист и продюсер.
- 2017 — Олег Видов (р. 1943), советский и американский киноактёр, режиссёр и продюсер.
- 2021 — Александр Потапов (р. 1948), советский и российский нейрохирург, доктор медицинских наук, профессор, академик РАН.
- 2025
  - Луиджи Альва (р. 1927), крупнейший перуанский оперный певец (тенор).
  - Чарльз Страуз (р. 1928), американский композитор, лауреат премий «Эмми» и «Грэмми».

## Приметы
- Святые Борис и Глеб Сеятели, Барыш-день, соловьиный праздник.
- С этого дня начинают петь соловьи.
- Соловей запел — весна на убыль пошла, а лето на прибавку.
- Соловей поёт всю ночь — будет солнечный день.
- Соловей запел на голые деревья — неурожай на садовину.
- Соловей запел — вода на убыль пошла, можно начинать посевную.
- Обычно перед посевом произносили краткую молитву, а во время самого сева молчали.
- Если соловья услышишь раньше кукушки — счастливо проведёшь лето.
- Сев в этот день полагалось заканчивать: <Не отсеялся на Бориса — с Бориса и сам боронися>.
- Если вам сегодня удастся что-то выгодно продать — весь год с барышом будете[21].